# Harold Beamish
Harold Francis Beamish (ur. 5 lipca 1896, zm. 28 października 1986) – nowozelandzki as lotnictwa Royal Flying Corps z 11 potwierdzonymi  zwycięstwami w I wojnie światowej. Najdłużej żyjący as I wojny światowej pochodzący z Nowej Zelandii.
Harold Francis Beamish urodził się na przedmieściach Hastings, w Nowej Zelandii w rodzinie farmera, hodowcy owiec. Po ukończeniu gimnazjum Wanganui Collegiate próbował zaciągnąć się do armii, ale z powodów zdrowotnych jego kandydatura została odrzucona. Na własną rękę udał się do Wielkiej Brytanii, gdzie już bez trudów zaciągnął się do Royal Naval Air Service i został promowany na stopień podoficerski w lipcu 1916 roku.
Ukończył kurs pilotażu i uzyskał licencję pilota w końcu 1916 roku. W styczniu 1917 roku Beamish został skierowany do No. 3 Squadron RNAS stacjonującego we Francji i wyposażonego w samoloty Sopwith Pup.
Pierwsze zwycięstwo odniósł 23 kwietnia nad niemieckim samolotem Albatros D.III, w okolicach Croiselles, było to jego jedyne zwycięstwo na samolocie Sopwith Pup. 27 lipca 1917 roku odniósł swoje drugie zwycięstwo powietrzne już na samolocie Sopwith Camel. Piąte zwycięstwo, dające mu tytuł asa, ostatnie w 1917 roku odniósł w okolicach Middelkerke, 23 września. W międzyczasie, 5 sierpnia, został promowany na stopień Flight Lieutenant.
Ostatnie 11 zwycięstwo odniósł  18 maja 1918 roku.  W lipcu tego roku Beamish został wysłany na urlop do Nowej Zelandii. Tam też przebywał w czasie zakończenia wojny. Na listę rezerw RAF został przeniesiony w styczniu 1919 roku.
Po zakończeniu wojny Harold Francis Beamish miał wylatane 542 godziny lotów bojowych nad Francją, w 1917 roku został odznaczony Distinguished Servis Cross. 
Po wojnie powrócił do pracy zawodowej jako farmer. Zmarł rodzinnej miejscowości 26 października 1986 roku. 